# Marssonina
Marssonina Magnus – rodzaj grzybów z typu workowców (Ascomycota).

## Systematyka i nazewnictwo
Pozycja w klasyfikacji według Index Fungorum: Drepanopezizaceae, Helotiales, Leotiomycetidae, Leotiomycetes, Pezizomycotina, Ascomycota, Fungi.
Synonimy: Gloeosporium Desm. & Mont., Marssonia J.C. Fisch.
W 2022 r. rodzaj Marssonina według Index Fungorum jest synonimem rodzaju Diplocarpon.

## Charakterystyka
Grzyby mikroskopijne, pasożyty roślin. Pod kutykulą porażonych roślin tworzą drobne, owalne acerwulusy o barwie od ciemnobrunatnej do czarnej. Komórki konidiotwórcze prawie kuliste, beczułkowate lub cylindryczne, zwężające się ku wierzchołkowi. Powstające na ich wierzchołkach dwukomórkowe, hialinowe konidia mają kształt gruszkowaty, odwrotnie gruszkowaty, wrzecionowaty, maczugowaty lub sierpowaty. Mają szeroką podstawę i często posiadają pojedyncze gutule. Przegroda poprzeczna, dzieląca je na równe lub nierówne części.

## Gatunki występujące w Polsce
- Marssonina aegopodii (A.L. Sm. & Ramsb.) Grove 1937
- Marssonina betulae (Lib.) Magnus 1906
- Marssonina capsulicola (Rostr.) Magnus 1906
- Marssonina daphnes (Roberge ex Desm.) Magnus 1906
- Marssonina necans (Ellis & Everh.) Magnus 1906
- Marssonina piriformis (Riess) Magnus 1906
- Marssonina santonensis (Pass.) Magnus 1906
- Marssonina staritzii (Bres.) Magnus 1906
- Marssonina thomasiana (Sacc.) Magnus 1906
- Marssonina truncatula (Sacc.) Magnus 1906
- Marssonina veratri (Ellis & Everh.) Magnus 1906
- Marssonina violae (Pass.) Magnus 1906

Nazwy naukowe na podstawie Index Fungorum. Wykaz gatunków według Mułenki i in.